# 柳叶菜风毛菊
柳叶菜风毛菊（学名：Saussurea epilobioides）为菊科风毛菊属的植物，是中国的特有植物。分布于中国大陆的四川、甘肃、宁夏、青海等地，生长于海拔2,600米至4,000米的地区，多生长在山坡，目前尚未由人工引种栽培。

## 异名
- Saussurea epilobioides Maxim. var. cana Hand.-Mazz.